# Роберт Сакре
Роберт Сакре (англ. Robert Sacre; нар. 6 червня 1989) — американо-канадський професійний баскетболіст, помічник генерального менеджера клубу «Ванкувер Бандітс» Канадської елітної баскетбольної ліги (CEBL). Має подвійне громадянство США та Канади, він грав за збірну Канади з баскетболу. У студентські роки виступав за «Гонзага Бульдогс», на драфті НБА 2012 року був обраний у другому раунді «Лос-Анджелес Лейкерс» під загальним 60-м номером. Він грав чотири сезони за «Лейкерс» і три сезони за «Син Рокетс Шибуя», Японія.

## Ранні роки
Сакре народилася у Батон-Руж, штат Луїзіана, у родині колишнього гравця Національної футбольної ліги Грега Лафлера та колишньої баскетболістки «Леді Тайгерс» Леслі Сакре. Його мати, канадка, вирішила повернутися до Канади, коли Сакре було сім років, і виховувала сина сама. Сакре виріс у Північному Ванкувері, Британська Колумбія, у 8 класі його зріст був 2,03 м. Леслі наполягла, щоб він навчився плавати, і вона не підштовхувала до гри у баскетбол.
Сакре був одним із найкращих гравців серед шкіл Канади. У молодшому класі він привів школу Гендсворта до чемпіонату провінції Британської Колумбії; він був названий MVP гри за результат: 17 очок, 12 підбирань і 4 блоки. Того ж року його було обрано для участі в юніорській національній збірній Канади на Глобальних іграх 2005 року та кваліфікації Чемпіонату світу 2006 року. У старших класах він набирав у середньому 25 очок, 12 підбирань і 4,5 блокшота за гру.
За Rivals.com Сакре був 10-м центровим і 102-м гравцем країни у 2007 році.

## Студентська кар'єра

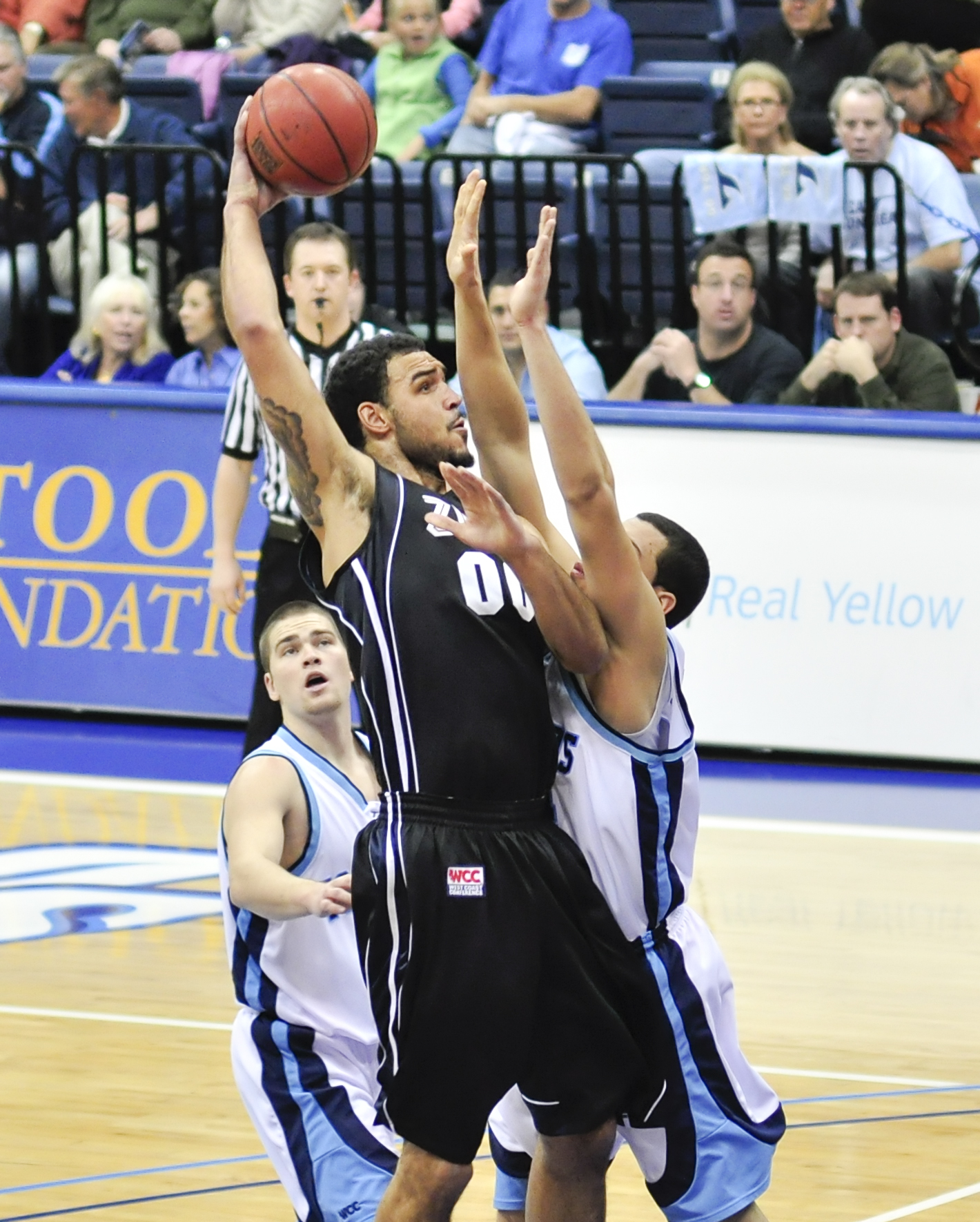
Хук Сакре під час гри за «Гонзагу»

Перед сезоном 2007—2008 Сакре виступав у команді Дивізіону I НАСС «Гонзага Бульдогс». Він вийшов з лавки запасних у першому сезоні, граючи в середньому 9 хвилин за гру у сезоні 2007—2008. У сезоні 2008—2009 він зламав ногу, а пізніше перестав грати за медичними показаннями.
Сакре повернувся у сезоні 2009—2010, набираючи у середньому 10,3 очка, 5,4 підбирання та 1,9 блокшота за гру як центровий стартової п'ятірки «Бульдогс».
У 2012 році Сакре завершив кар'єру з 1270 очками. Він також зробив 679 підбирань і 186 блок-шотів.

## Професійна кар'єра

### «Лос-Анджелес Лейкерс» (2012—2016)

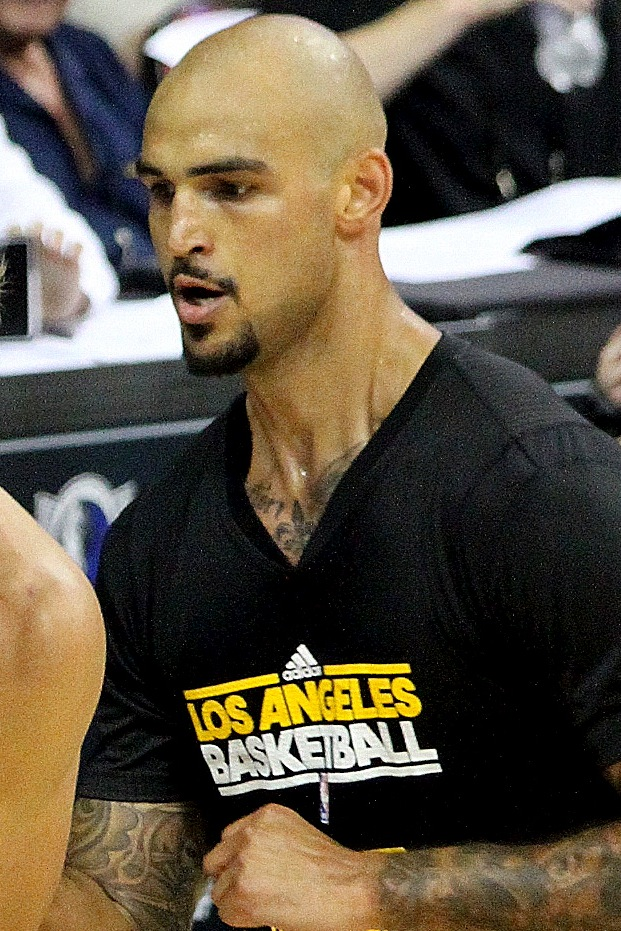
Сакре під час Літньої ліги НБА 2013 року

28 червня 2012 року «Лос-Анджелес Лейкерс» вибрали Сакре останнім (60-м) на драфті НБА 2012 року. Після приєднання до «Лейкерс» для участі в Літній лізі НБА 2012 7 вересня він підписав контракт з «Лейкерс». 31 жовтня він дебютував у НБА проти «Портленд Трейл Блейзерс», відігравши 49 секунд у програній грі з рахунком 116:106. Свої перші очки він набрав 4 листопада 2012 року у перемозі над «Детройт Пістонс». 8 січня 2013 року Сакре вперше вийшов у стартовій п'ятірці, заробив 10 очок, 4 блокшоти та 3 підбирання у поразці від «Х'юстон Рокетс» з рахунком 125:112. Під час свого дебютного сезону він виступав у «Лос-Анджелесі Ді-Фендерс» з Джі-Ліги.
10 липня 2013 року Сакре знову підписав трирічний контракт з «Лейкерс» і приєднався до них для участі у Літній лізі НБА 2013 року. 5 лютого 2014 року у грі проти «Клівленд Кавальєрс» Сакре отримав 6 фолів. «Лейкерс» втратили захисників Джордана Фармара та Ніка Янга через травми під час гри. Кріс Кеман отримав фол, а тренер Майк Д'Антоні вирішив не грати зі Стівом Нешем, список «Лейкерс» скоротився до чотирьох придатних гравців після того, як Сакре отримав шостий фол. Згідно з правилами ліги, Сакре залишився у грі після того, як йому зарахували технічний фол на додаток до шостого персонального фолу.
22 вересня 2016 року Сакре підписав контракт з «Нью-Орлінс Пеліканс». Однак 21 жовтня «Пеліканс» відмовилися від нього після появи в одній передсезонній грі.

### «Сан-Рокетс Шибуя» (2017—2019)
7 січня 2017 року Сакре підписав контракт з «Хітачі Сан-Рокетс Токіо-Шибуя» з японської Бі-Ліги.

## Подальша кар'єра
11 березня 2021 року Сакре став помічником генерального менеджера команди «Фрейзер Валлі Бандітс» Канадської елітної баскетбольної ліги (CEBL).

## Кар'єра у збірній
Сакре зіграв кілька турнірів за юніорську збірну Канади. Він набирав у середньому 9 очок, 8,2 підбирання та 3 блокшоти за гру на Чемпіонаті Америки з баскетболу до 18 років у 2006 році, Канада тоді посіла четверте місце. Сакре вперше брав участь у молодіжній збірній на Чемпіонаті світу з баскетболу 2010 року, який проходив у Туреччині. Він також грав на Чемпіонаті Америки з баскетболу у 2015 році у Мексиці.

## Статистика

### НБА

#### Регулярний сезон
| Сезон     | Команда | GP  | GS | MPG  | FG%  | 3P%  | FT%  | RPG | APG | SPG | BPG | PPG |
| --------- | ------- | --- | -- | ---- | ---- | ---- | ---- | --- | --- | --- | --- | --- |
| 2012–2013 | Лейкерс | 32  | 3  | 6.3  | .375 | .000 | .636 | 1.1 | .2  | .0  | .3  | 1.3 |
| 2013–2014 | Лейкерс | 65  | 13 | 16.8 | .477 | .000 | .681 | 3.9 | .8  | .4  | .7  | 5.4 |
| 2014–2015 | Лейкерс | 67  | 18 | 16.9 | .412 | .000 | .671 | 3.5 | .8  | .4  | .6  | 4.6 |
| 2015–2016 | Лейкерс | 25  | 1  | 12.8 | .413 | .000 | .658 | 2.9 | .6  | .2  | .4  | 3.5 |
| Кар'єра   | Кар'єра | 189 | 35 | 14.5 | .436 | .000 | .671 | 3.1 | .7  | .3  | .6  | 4.2 |

#### Плей-офф
| Сезон   | Команда | GP | GS | MPG | FG%  | 3P%  | FT%  | RPG | APG | SPG | BPG | PPG |
| ------- | ------- | -- | -- | --- | ---- | ---- | ---- | --- | --- | --- | --- | --- |
| 2013    | Лейкерс | 2  | 0  | 2.0 | .000 | .000 | .000 | 1.0 | .0  | .5  | .0  | .0  |
| Кар'єра | Кар'єра | 2  | 0  | 2.0 | .000 | .000 | .000 | 1.0 | .0  | .5  | .0  | .0  |

### Бі-Ліга
| Сезон     | Команда | GP | GS | MPG  | FG%  | 3P%  | FT%  | RPG | APG | SPG | BPG | PPG  |
| --------- | ------- | -- | -- | ---- | ---- | ---- | ---- | --- | --- | --- | --- | ---- |
| 2016–2017 | Шибуя   | 32 | 32 | 29.4 | .431 | .000 | .787 | 8.8 | 1.3 | .9  | .7  | 15.0 |
| 2017–2018 | Шибуя   | 60 | 58 | 26.4 | .482 | .308 | .750 | 7.5 | 1.4 | .7  | .7  | 16.5 |
| 2018–2019 | Шибуя   | 60 | 60 | 33.9 | .518 | .250 | .781 | 9.2 | 1.5 | .8  | .9  | 19.4 |

### Коледж
| Сезон     | Команда | GP  | GS  | MPG  | FG%  | 3P%   | FT%  | RPG | APG | SPG | BPG | PPG  |
| --------- | ------- | --- | --- | ---- | ---- | ----- | ---- | --- | --- | --- | --- | ---- |
| 2007–2008 | Гонгаза | 28  | 10  | 9.6  | .444 |       | .634 | 1.9 | .3  | .3  | .2  | 2.9  |
| 2008–2009 | Гонгаза | 5   | 0   | 8.8  | .714 |       | .625 | 2.8 | .0  | .2  | .4  | 3.0  |
| 2009–2010 | Гонгаза | 34  | 33  | 25.2 | .526 | 1.000 | .629 | 5.4 | .6  | .7  | 1.9 | 10.3 |
| 2010–2011 | Гонгаза | 35  | 35  | 25.9 | .488 | .000  | .823 | 6.3 | 1.1 | .8  | 1.9 | 12.5 |
| 2011–2012 | Гонгаза | 33  | 33  | 26.3 | .511 | .000  | .761 | 6.3 | .7  | .4  | 1.4 | 11.6 |
| Кар'єра   |         | 135 | 111 | 21.8 | .503 | .250  | .734 | 5.0 | .7  | .5  | 1.4 | 9.4  |